# Haarverdichtung

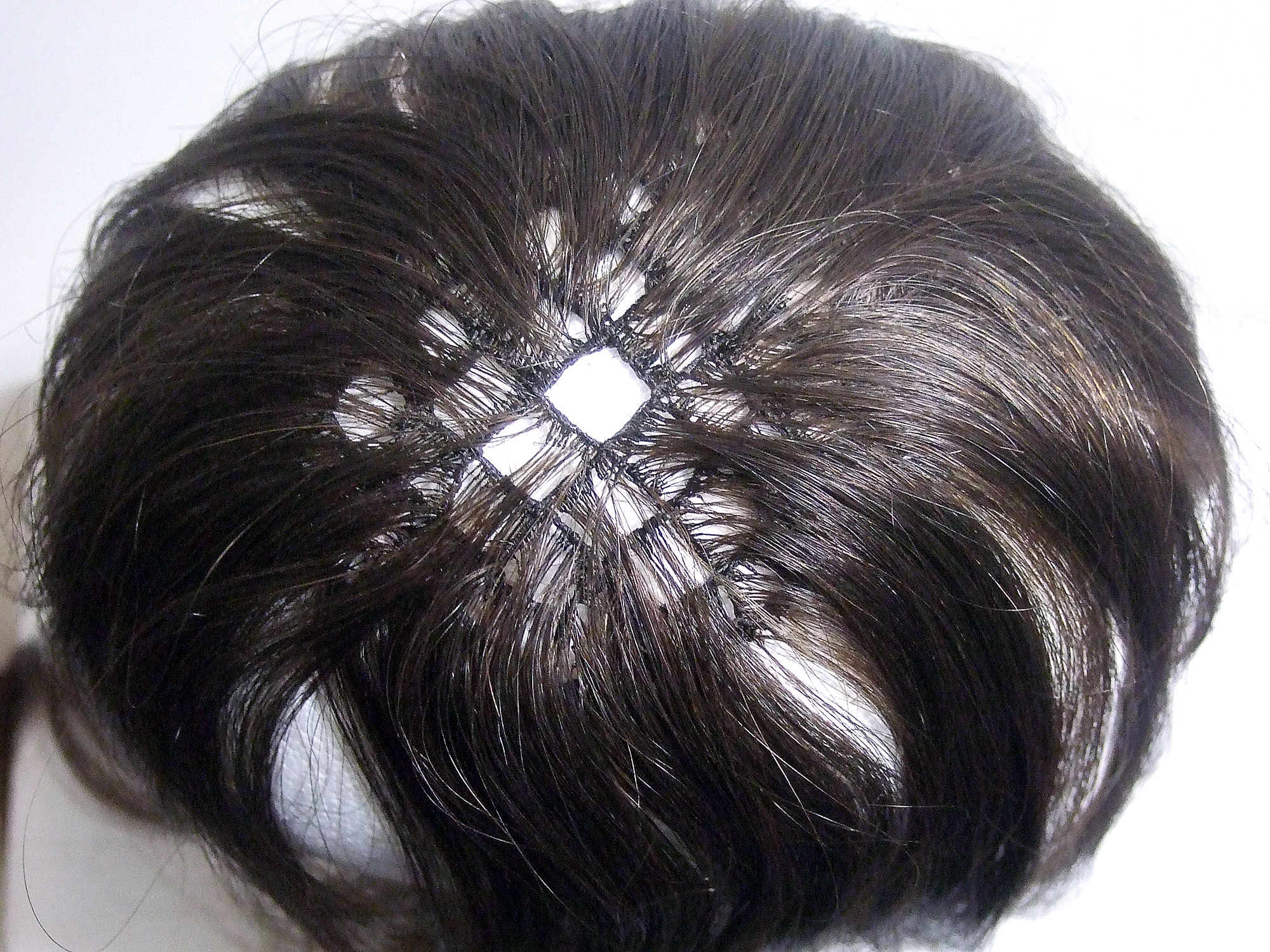
Haarverdichtung mittels Haarintegration aus Echthaar, Detailansicht der Montur von oben auf Styroporkopf, weißer Hintergrund

Unter dem Begriff Haarverdichtung versteht man bei Menschen eine Ergänzung bzw. Auffüllung des eigenen, schütteren und/oder dünnen Haares mittels verschiedener Methoden. Grundsätzlich handelt es sich dabei um eine Dienstleistung, die von Haarpraxen (Zweithaarspezialisten) oder einigen spezialisierten Friseuren angeboten wird. Einige Krankenkassen übernehmen einen Teil oder gar die ganzen Kosten für eine der verschiedenen Haarverdichtungsmethoden. Voraussetzung dafür ist ein Attest eines zugelassenen Hautarztes, (auch Hausarzt oder Frauenarzt) der den Haarausfall diagnostiziert und die Notwendigkeit eines Haarersatzes bestätigt. Die Höhe der Zuschüsse variieren nach den Einzelfällen und den verschiedenen Krankenkassen.

## Anwendungsgebiete
Laut einer Studie des Instituts für Demoskopie Allensbach sind Haarausfall, feines und schütteres Haar für immer mehr Frauen ein ernstzunehmendes Problem. Bereits jede vierte Frau und jeder zweite Mann steht in direktem Bezug zum Thema Haarausfall.
Deswegen eignet sich eine Haarverdichtung besonders um
- dünnem,
- feinem oder
- abgebrochenem Haar

mehr Fülle zu verleihen, mangelndes Volumen in Spitzen und Längen auszugleichen oder gar kahle Stellen zu kaschieren.

## Arbeitsweise
Bei einer Haarverdichtung wird das vorhandene Eigenhaar schonend ergänzt und aufgefüllt. Abhängig vom jeweiligen Anbieter und der Methode, wird dazu entweder Synthetik- oder Echthaar verwendet, dessen Farbe, Länge bzw. Struktur dem Eigenhaar der Trägerin/des Trägers entsprechen muss – nicht zuletzt um ein natürliches Erscheinungsbild zu erreichen. Mit einer Haarverdichtung sind im Gegensatz zu einer Perücke keine Einschränkungen im Alltag (Baden, Schwimmen, Cabrio fahren) mehr gegeben.

## Methoden
Je nach Haarproblem gibt es unterschiedliche Methoden, eine Haarverdichtung durchzuführen. Bei Betroffenen mit dünnem Haar, die sich insgesamt mehr Volumen wünschen, wird die gleiche Technik wie bei einer Haarverlängerung angewendet. Allerdings werden die hinzugefügten Haare in diesem Fall an die Länge des vorhandenen Eigenhaares angepasst, sodass die Haarlänge gleich bleibt. Es werden im Durchschnitt ca. 50–100 Strähnen am Haaransatz eingearbeitet, also deutlich weniger als bei einer Haarverlängerung. Dafür muss eine minimale Länge des Eigenhaares von 8 bis 10 cm und eine ausreichende Haardichte gegeben sein. Die Verdichtung des Eigenhaares ist bei dieser Methode sofort sichtbar.
Bei starkem und anhaltendem Haarausfall ist allerdings von einer Haarverdichtung mit Extensions abzuraten.
Denn für kahle Stellen im Oberkopfbereich gibt es andere Methoden:
- TopHair: Bei dieser Methode werden Echthaare an einem atmungsaktiven Gewebe befestigt und am Oberkopf in das Eigenhaar integriert. Die Einarbeitung erfolgt entweder permanent mittels eines Bondingringes oder auch mit Hilfe von vier kleinen Clips, mit denen die Haarverdichtung selbst entfernt und wieder angebracht werden kann. Die Haltbarkeit des TopHair liegt bei ca. 6–8 Monaten.[3]
- Hair Plus: Dieses System ermöglicht eine Ergänzung des Eigenhaares direkt am Oberkopf.
- HighLines: Mittels Bondingring-Technik wird das HighLines permanent am Oberkopf befestigt. Das Eigenhaar wird durch größere Waben durchgezogen und damit mit den Echthaaren verbunden. Haarverdichtungen mit HighLines halten zwischen sechs und acht Monaten.[4]
- MicroBellargo: Dabei handelt es sich um eine Dauerbefestigung von Haarintegrationen, Halbperücken oder Toupets am Oberkopf.
- Microlines: Bei der Microlines-Methode werden Spezial-Fäden in das Eigenhaar eingearbeitet. Es handelt sich dabei um ein feines Netz, das mit Echthaaren beknüpft ist. Das noch vorhandene Eigenhaar wird durch das Netz gezogen und kann mitgewaschen werden. Durch das Netz kommt genügend Luft und Allergien können ausgeschlossen werden. Das Microlines-System wird permanent befestigt und kann viele Monate getragen werden.
- Haarverdichtungsfasern: Bei Haarverdichtungsfasern handelt es sich um feine kurze Kunst- oder Echthaarfasern, die selbst auf die zu verdichtenden Stellen gestreut, gesprüht oder als Gel aufgetragen werden. Die Fasern kaschieren lichtes, dünnes oder feines Haar, indem sie sich wie Verästelungen am Eigenhaar verbinden und durch elektrostatische Ladung oder Fixierspray haften.
- Tape Extensions: Bei so genannten Tape Extensions oder Tape-Ins werden 1–4 cm lange, selbstklebende Filmstreifen mit angebrachtem Echthaar eingearbeitet, um kahle Stellen zu kaschieren oder um dünnes Haar mit Strähnen voller erscheinen zu lassen. Das Eigenhaar liegt hier zwischen den beiden Klebestreifen und wird weder beim Einsetzen noch beim Herausnehmen der Haarverdichtung beschädigt. Die Tapes werden nach etwa 8 Wochen mit einem haarfreundlichen Lösungsmittel schonend aus dem Haar entfernt und können wieder eingesetzt werden. Das Eigenhaar wächst ungehindert gesund weiter.
- hot fusion Bondings: Einzelne Haarsträhnen -Extensions- werden an das eigene Haar eingeschweißt. Diese Haarverdichtungsmethode ist besonders bei jungen Frauen gefragt und hält bis ca. 4 Monaten, bis diese erneut hochgesetzt werden muss. Die Bondings-Methode ist bei einer Haarverlängerung sehr beliebt.
- Clip In Extensions: Eine schnelle Art der Haarverdichtung mit einer Haartressen mit bereits dran befestigten Clips. Diese Haarverdichtung ist für einen einzelnen Tag gedacht und ist für das eigene Haare besonders schonend.
- weave Extensions: Haartressen zum Einweben. Das eigene Haar wird in der unteren Schicht in den sogenannten kleinen Rasterzopf gebunden, anschließend wird die Tresse dran genäht.